# ماونت اولیو، شهرستان برادلی، آرکانزاس
ماونت اولیو (به انگلیسی: Mount Olive) یک منطقهٔ مسکونی در ایالات متحده آمریکا است که در شهرستان برادلی، آرکانزاس واقع شده‌است. ماونت اولیو ۶۰٫۰۵ متر بالاتر از سطح دریا واقع شده‌است.